# مارک شولتز (کشتی‌گیر)
مارک فیلیپ شولتز (انگلیسی: Mark Philip Schultz؛ زادهٔ ۲۶ اکتبر ۱۹۶۰) یک کشتی‌گیر اهل ایالات متحده آمریکا دارای مدال طلای المپیک است.
او به همراه برادرش دیو شولتز، از معدود برادرانی هستند (در کنار برادران سایتیف و بلوگلازوف) که هردو موفق به کسب مدال طلای المپیک و قهرمانی جهان در ورزش کشتی شده‌اند.
فیلم فاکس‌کَچِر بر اساس قسمتی از زندگی این ورزشکار ساخته شده است.